# Greta Johansson
Greta Johansson (Estocolmo, Suecia, 9 de enero de 1895-San Mateo (California), 28 de enero de 1978) fue una clavadista o saltadora de trampolín sueca especializada en los saltos desde la plataforma, donde consiguió ser campeona olímpica en 1912.

## Carrera deportiva
En los Juegos Olímpicos de 1912 celebrados en Estocolmo (Suecia) ganó la medalla de oro en los saltos desde la plataforma de 10 metros, con una puntuación de 39 puntos, por delante de su compatriota sueca Lisa Regnell  (plata con 36 puntos, y de la británica Isabelle White (bronce con 34 puntos).